# Drzymałowice
Drzymałowice (niem. Dittersdorf) – wieś w Polsce położona w województwie dolnośląskim, w powiecie jaworskim, w gminie Mściwojów.

## Podział administracyjny
W latach 1975–1998 miejscowość administracyjnie należała do województwa legnickiego.

## Zabytki
Do wojewódzkiego rejestru zabytków wpisane są obiekty:
- dwór z 1721 roku, nr 5, przebudowany na początku XX w.,
- oficyna mieszkalno-gospodarcza z 1788 roku, nr 7,
- dwór z 1752 roku, nr 12, przebudowany na początku XX w.,
- pawilon ogrodowy z II ćw. XVIII w., obok dworu nr 12.